# Rocar
Rocar București, denumire adoptată din 1993, ca succesoare a întreprinderii Uzina Autobuzul București (UAB), a fost o companie producătoare de autobuze, troleibuze și autovehicule comerciale ușoare deținută de Statul Român.

## Istoric
În baza Legii nr. 15/1990, prin Hotărârea nr. 1254 din 1 decembrie 1990 privind înființarea de societăți comerciale în industrie, fosta întreprindere de stat denumită Întreprinderea "Autobuzul" București a fost transformată în societatea comercială pe acțiuni "Rocar" S.A.
Între anii 1950 și 1990 , ROCAR ( pe atunci Uzinele Tudor Vladimirescu, apoi AUTOBUZUL) a fost singurul furnizor din România de vehicule pentru transport persoane și vehicule ușoare de marfă. În anul 1957 începe fabricarea troleibuzelor TV iar în anii 70 își diversifică destul de mult gama de produse, multe dintre acestea , în special utilitarele TV12, TV14C, TV15C, TV14, TV35, TV41, fiind exportate atât în țări din Blocul Socialist (Cehoslovacia, Republica Democrată Germană, Ungaria, Polonia) cât și în America de sud și unele chiar în Vest. În anii 70 este preluată o licență RABA-MAN pentru fabricarea de autobuze și autocare, iar la sfârșitul anilor 70 și continuând în anii 80 produce vehicule articulate (autobuze și troleibuze), diverse autocare, microbuze, midibuze, dar și foarte multe prototipuri care insa nu au intrat vreodată în fabricație de serie, fabricându-se cel mult în număr foarte redus. Economiile socialiste din anii 80 precum și penuria de materiale și piese și-au pus într-un mod negativ amprenta asupra produselor ROCAR (Autobuzul), calitatea mai bună a produselor fiind a celor pentru export. S-au efectuat în continuare exporturi, de acum și în URSS (Ucraina) și Bulgaria ale troleibuzelor DAC 117 și 217 ( multe fiind modificate local) și în Columbia. Republica Democrată Germană și Cehoslovacia achiziționează ultimele utilitare ROCAR în anii 1988-1989. În anii 80, ROCAR a avut un litigiu cu fabrica IKARUS BUS Ungaria, pentru faptul că ROCAR ( pe atunci AUTOBUZUL), a copiat integral mecanismul și ansamblul articulației autobuzului IKARUS 280, lucru ulterior dovedit. Conflictul a fost aplanat în anii 80, însă procesul a fost redeschis de către IKARUS în anii 90, și a și fost câștigat de către IKARUS BUS, lucru care se zice că a dus la încetarea în anul 1996 a vehiculelor seria 117 și 217 și care proces a adus și alte prejudicii lui ROCAR, de ordin moral, dar probabil și financiar. În anii 80 , ROCAR (Autobuzul pe atunci) , era singurul furnizor de autobuze, troleibuze și vehicule ușoare de marfă din România, iar, cum importurile erau interzise sau restricționate, vehiculele ROCAR erau predominante în România în domeniul transportului de marfă ușoară și de persoane.  Acest lucru însă avea să se schimbe în anul 1990 odată cu caderea regimului și liberalizarea pieței, și prin urmare tot mai multe vehicule din import au început să pătrundă pe piața românească, atât second hand cât și noi.

## Declinul
Anii 90 nu au fost cei mai fericiți pentru uzina ROCAR.S.A. deoarece în această perioadă, compania și-a pierdut aproape toți clienții pe care îi avea înainte, în special societățile de transport în comun, întrucât acestea se orientau  către vehicule second hand din afară sau către alte vehicule noi, întrucât piața a devenit liberă. Aceasta s-a întâmplat în special datorită faptului că uzina ROCAR fabrica produse învechite, slabe calitativ, și foarte scumpe în plus nici capacitatea de producție nu era suficientă, privatizare defectuoasă, management defectuos. În plus , importul masiv de autobuze și vehicule comerciale second hand dar și noi, mult mai moderne, a dus la scăderea popularității ROCAR. Un exemplu clar este RATB, care în 1994 a achiziționat autobuze noi marca DAF SB220 HISPANO și CASTROSUA, se zice la același preț cu care ar fi achiziționat ROCAR 312, 112, 212. În anul 1994 , începe fabricarea unui autobuz nou, și anume Rocar De Simon, apoi în anul 1995, ROCAR câștigă o licitație cu RATB și Primăria București pentru livrarea a peste 300 autobuze. Totodată s-au modernizat unele tehnologii. Troleibuzele însă, nu s-au mai achiziționat de la ROCAR decât într-un număr mic. La capitolul troleibuze, RATB a achiziționat după 1995 numai 14 troleibuze ROCAR (2 buc. 312E, 9 buc. 512E, 2 buc 412E, 1 buc. 812E), restul fiind achiziționate de la ASTRA BUS Arad, modelele Ikarus 415T, probabil datorită unor prețuri mai mici ale ASTRA BUS față de ROCAR și a unei capacități de producție mai mari. Totuși, acest contract cu RATB s-a dovedit insuficient pentru ROCAR, întrucât afară de RATB și încă câteva societăți de transport din țară (atât transport în comun public cât și diverși particulari), aproape nimeni nu mai era interesat de produsele ROCAR. O altă lovitură pentru ROCAR, afară de concurența autobuzelor și troleibuzelor second hand importate masiv după 1990, a reprezentat-o apariția a doi concurenți din România: ASTRA BUS - divizie a IRISBUS și GrivBus București - Ilfov, ambii fabricând și/sau asamblând autobuze și troleibuze, cu unele componente fabricate chiar în România, cu capacități de producție mai mari și la o calitate mai bună, în condițiile unor prețuri mai mici raportat la calitate. Deși Rocar de Simon era un autobuz relativ actual tehnologic, cu tehnologii moderne, acesta nu s-a bucurat de prea mult succes, fiind achiziționat preponderent de RATB și în număr redus de alte societăți de transport din țară precum și de către câțiva particulari. În anul 1998, ROCAR fabrica primele sale autobuze cu podea joasă în colaborare cu BusOtto Autodromo (seria 812), dar numai 2 exemplare sunt construite, probabil datorită costului prea mare de fabricație și a cererii mici. Aceste vehicule au intrat în posesia RATB. Anii 90 au fost pentru ROCAR anii decăderii întrucât mulți angajați au plecat sau s-au pensionat, lipsa de investiție în retehnologizare, se fabricau produse cu tehnologii vechi și capacitate reduse la prețuri mari, lipsa de exporturi și de comenzi, suferind pierderi enorme. În anul 2001, ROCAR semneaza un contract cu Primăria din Constanța pentru a livra 100 autobuze și 40 troleibuze, însă numai 15 troleibuze au fost trimise, din care 2 în stare parțial asamblată, aceasta stârnind nemulțumire profundă RATC, și primăriei locale, care s-a orientat către autobuzele mai moderne și disponibile imediat, MAZ103, calitatea autobuzelor ROCAR trimise la Constanța fiind îndoielnică, probabil multe fiind în stare parțial asamblată sau chiar cu deficiențe majore de fabricație (se zvonește că aceste autobuze au fost returnate lui ROCAR, care ulterior au fost achiziționate de RATB și au fost finisate, reparate și remediate de către URAC RATB și autobazele gazdă). Troleibuzele au fost totuși acceptate de către RATC Constanța deoarece era nevoie urgentă de ele la acel moment, aparte de faptul că erau achitate și trebuiau livrate de mult timp. De-a lungul timpului , datorită capacității mici de producție, ROCAR nu și-a putut onora toate contractele, pierzând încontinuu în fața autovehiculelor second hand, dar și a celor 2 concurenți interni , Astra bus și GrivBus , precum și a altora noi apăruți din afară (Isuzu, MAN, BMC, Iveco, Mercedes, etc). În anul 2002, muncitorii au ieșit în stradă, producția fiind oprită, deoarece aceștia nu și-au primit salariile de luni bune. Producția a fost reluată în scurt timp în vara lui 2002, apoi la sfârșitul anului 2002 sunt livrate ultimele vehicule iar ROCAR intră în insolvență. De menționat însă că în anul 2002, la început, ROCAR a fost curtată de către SOLARIS BUS, o companie poloneză producătoare de autobuze, care urma să livreze kituri CKD iar ROCAR urma să le asambleze ca și autobuze și troleibuze, însă negocierile au eșuat. Un singur exemplar ROCAR SOLARIS a existat însă este incert dacă a fost asamblat de către ROCAR sau doar etichetat ROCAR. De-a lungul anilor 90, companii ca  DAF, Iveco, MAN, Mercedes, Volvo, Renault, Scania, STEYR PUCH și chiar MAZ, Irisbus, Skoda, Irizar, BMC , și-au arătat interesul pentru achiziționarea și retehnologizarea ROCAR sau parteneriate cu acesta, însă negocierile au eșuat de fiecare dată. La sfârșitul anului 2002, nu mai exista nici o comandă pentru autobuze noi și nici alte companii din afară numai erau interesate de ROCAR, întrucât datoriile erau mult prea mari. Se zvonește că anumite autobuze au fost livrate parțial asamblate de către societățile de transport, lucru care a cauzat nemulțumiri posesorilor, care ulterior oricum s-au orientat către alți fabricanți.
În anul 2003, Rocar nu a vândut nici un autobuz din lipsă de comenzi. Au fost recondiționate doar 17 unități pentru armată și alte 7 pentru transportul angajaților Automobile Dacia. La sfârșitul anului 2003, Rocar înregistra pierderi de 493 miliarde lei (13 milioane euro) și datorii totale de 712 miliarde de lei, de 22 de ori mai ridicate decât capitalul uzinei. Multe proiecte, fișe tehnice, schite tehnice, cărți de piese de schimb au fost făcute pierdute.
A intrat în lichidare voluntară la sfârșitul lunii martie 2004.
La acel moment, pe rolul Tribunalului București se afla o cerere în justiție, înaintată de descendenții familiei Brătianu, mai pecis ai generalului Constantin I. Brătianu, de restituire a terenului de 17 ha, confiscat de regimul comunist, pe care ulterior a fost construită Uzina Autobuzul. După dispariția ROCAR, urmașii companiei pot fi considerați GrivBus București - Ilfov și Astra Bus Arad.
Multe proiecte, fișe tehnice, schițe tehnice, cărți de piese de schimb au fost făcute pierdute. O parte din piesele de schimb pentru autobuzele rămase în fabrică au fost luate ( unele pe gratis) fie de către firme care comercializau piese de schimb , fie de către societățile de transport în comun care au achziționat anterior produse ale ROCAR (probabil și în contul unor datorii ale ROCAR față de aceste societăți). De asemenea , se zvonește că anumite autobuze nefinisate ( De Simon) au fost luate de acolo, cu piese aferente și construite și terminate în garaje, sau livrate ca piese de schimb pentru vehicule existente, cele care nu mai puteau fi reconstituite. Probabil au fost și vândute de lichidatori către clienți pentru recuperarea unor datorii. Altele, de tip vechi rămase în fabrică, nu au mai fost salvate ci casate, întrucât nu mai aveau vreo valoare, iar în parcurile auto de autobuze și troleibuze și vehicule ușoare de marfă din România , deja pe lângă vehicule second hand apăreau și vehicule noi, cele menționate fiind necompetitive.
În martie 2008, platforma fostei uzine Rocar a intrat în portofoliul fondului austriac de investiții Immoeast, care urmează să construiască un proiect comercial.
ROCAR a avut de asemenea și o echipă de fotbal numită AFC Rocar București, precum și un stadion (Stadionul UNEFS Rocar care azi aparține ANEFS). De asemenea ROCAR a deținut și un grup școlar, care s-a numit asemeni fabricii, AUTOBUZUL, Ulterior ROCAR, iar în prezent Grigore Cerchez.

## Produse

### Autobuze (urbane și interurbane)

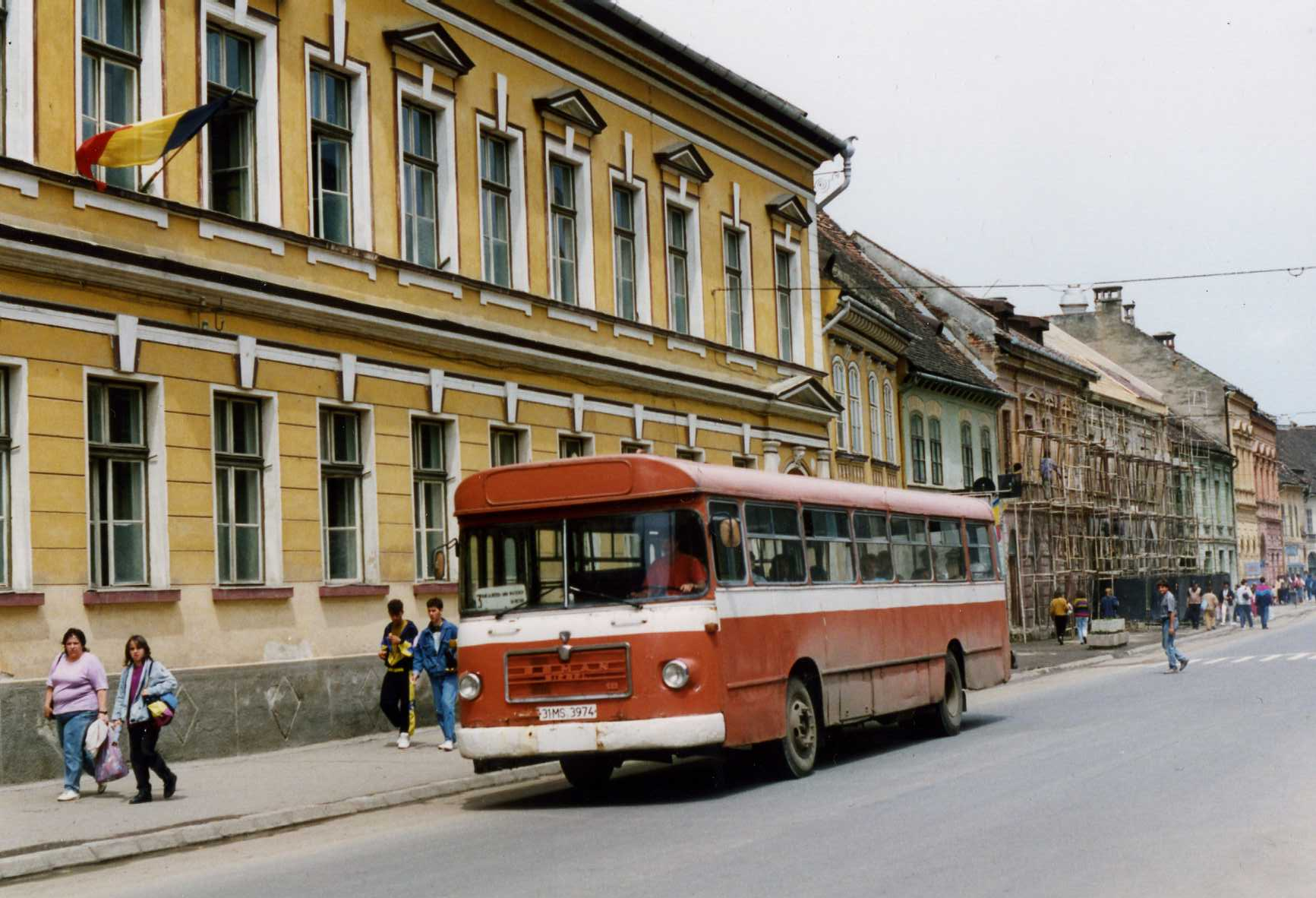
Autobuz Roman 112U în Sighișoara, mai 1994

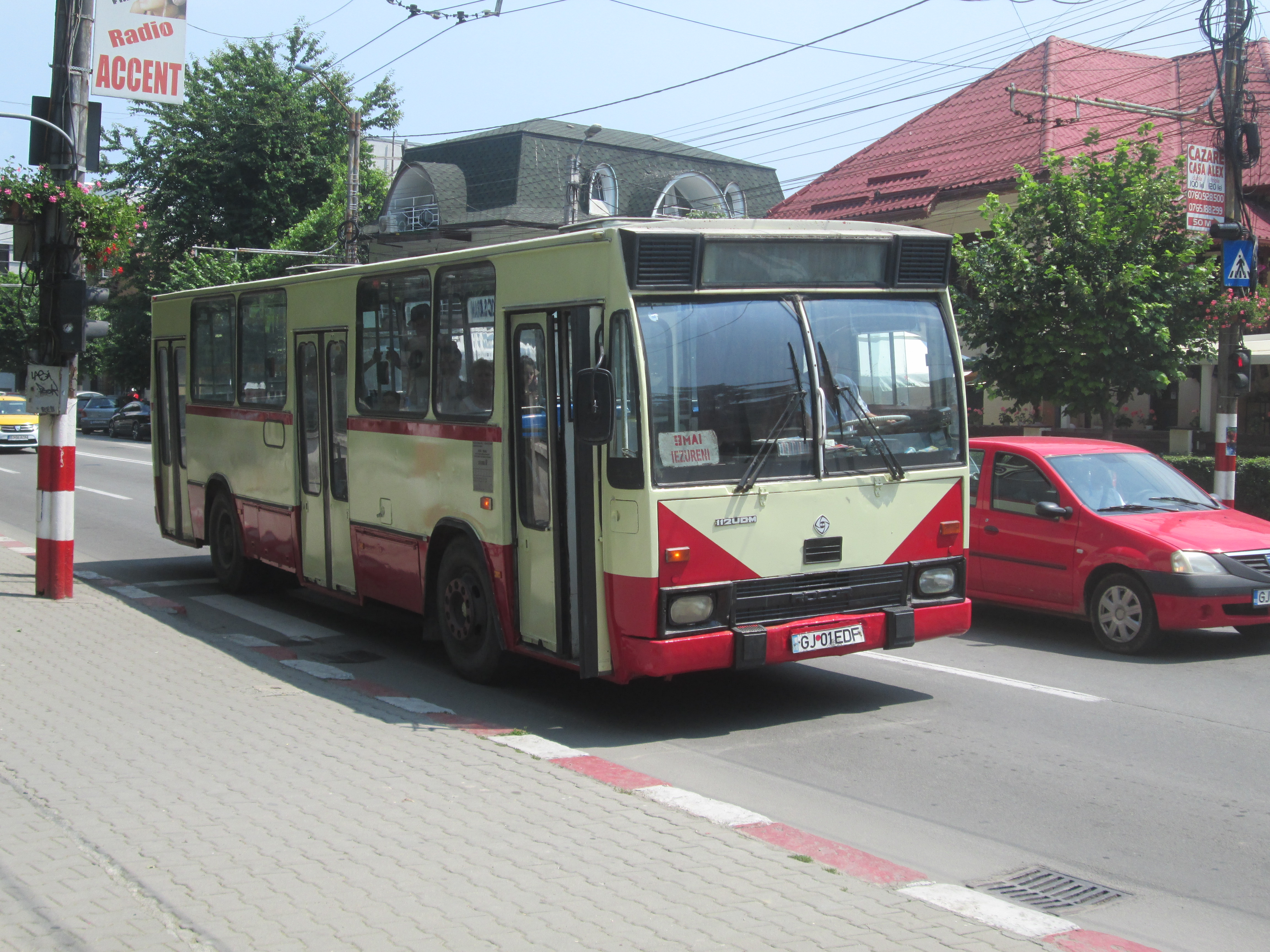
Autobuz DAC 112UDM în Târgu Jiu

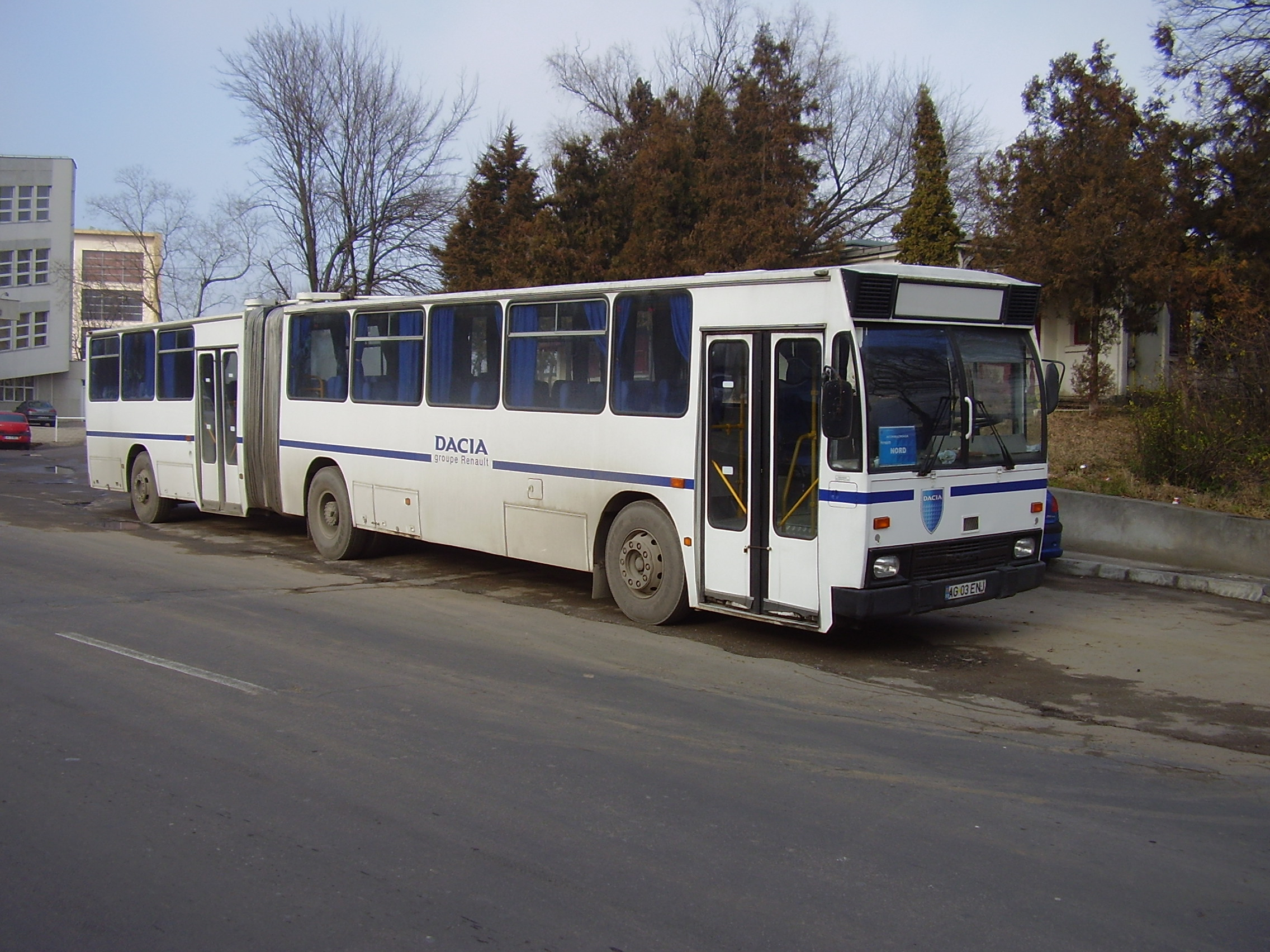
Autobuz Rocar 117 UD în Pitești

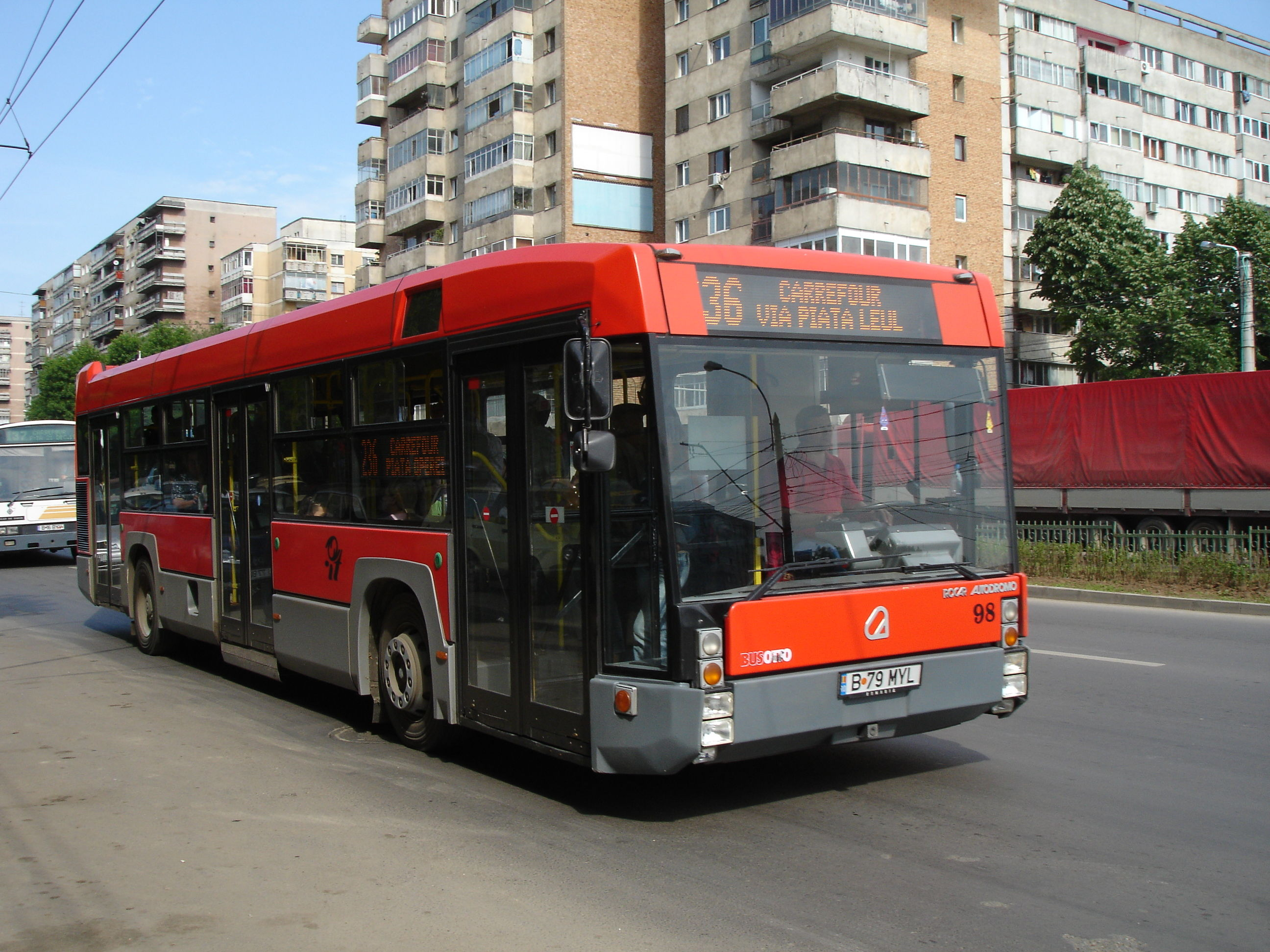
Autobuz Rocar Autodromo 812U pe linia 236, în București

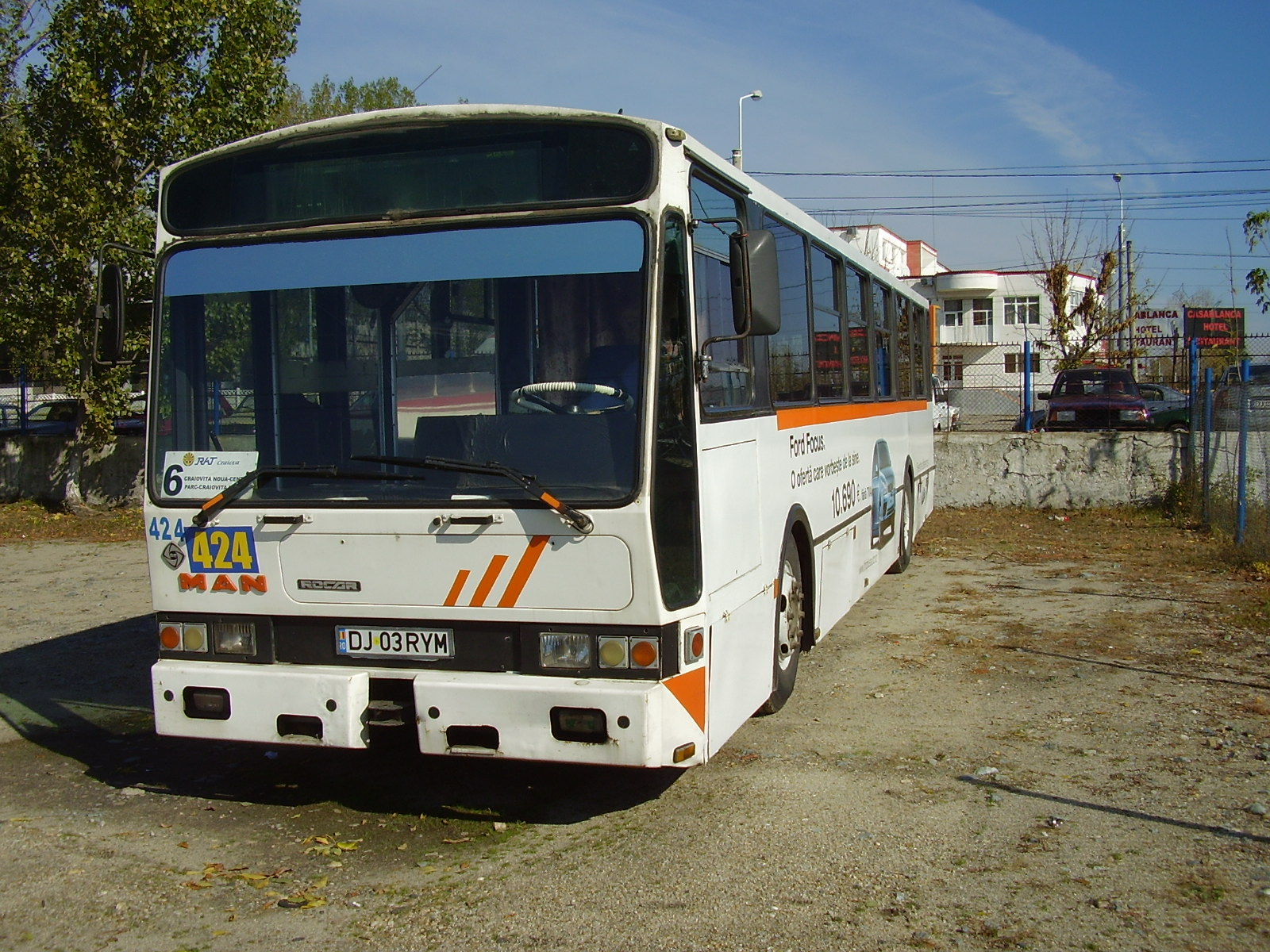
Autobuz Rocar De Simon U 412-230 în Craiova

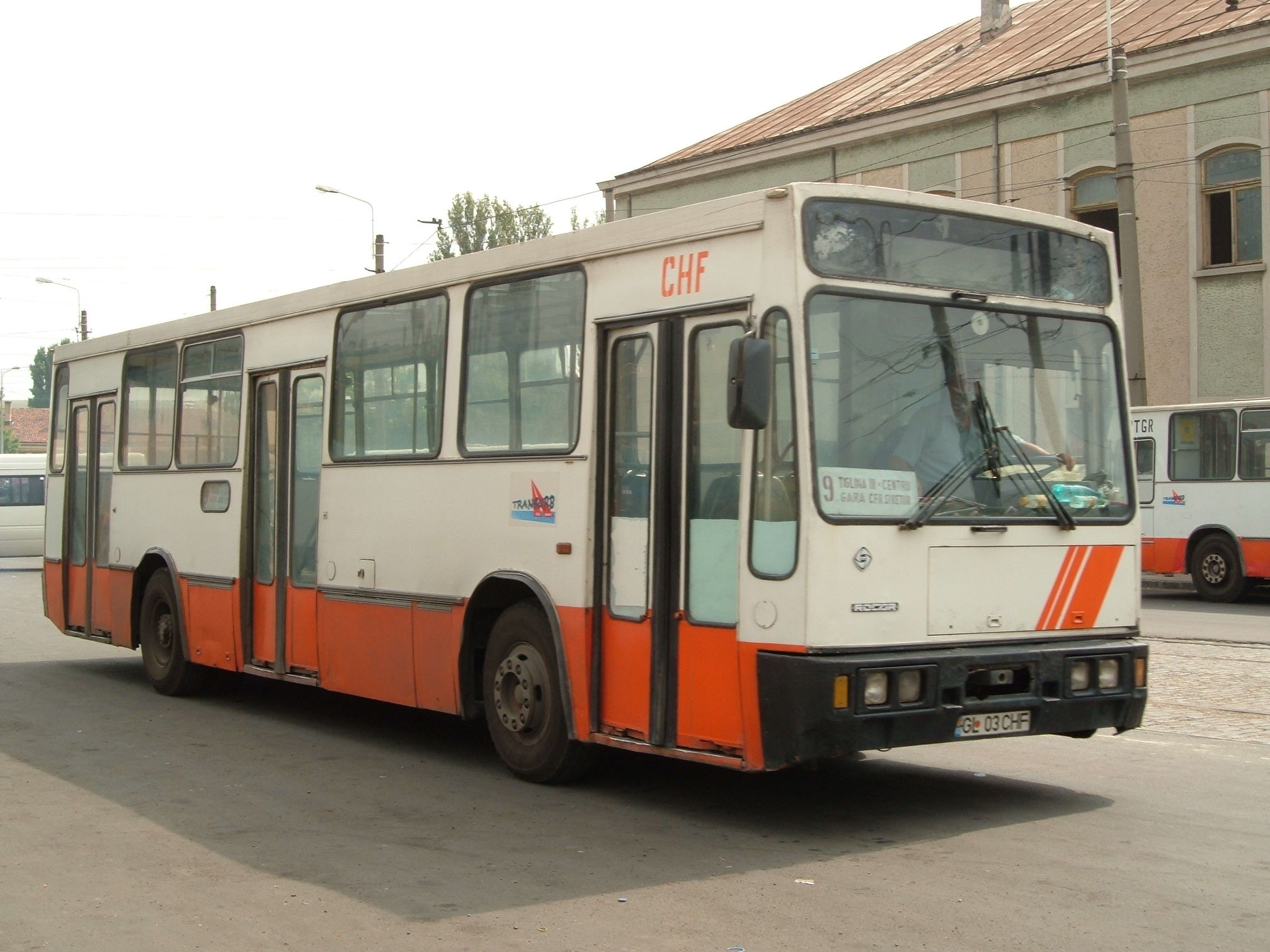
Autobuz Rocar 312U în Galați

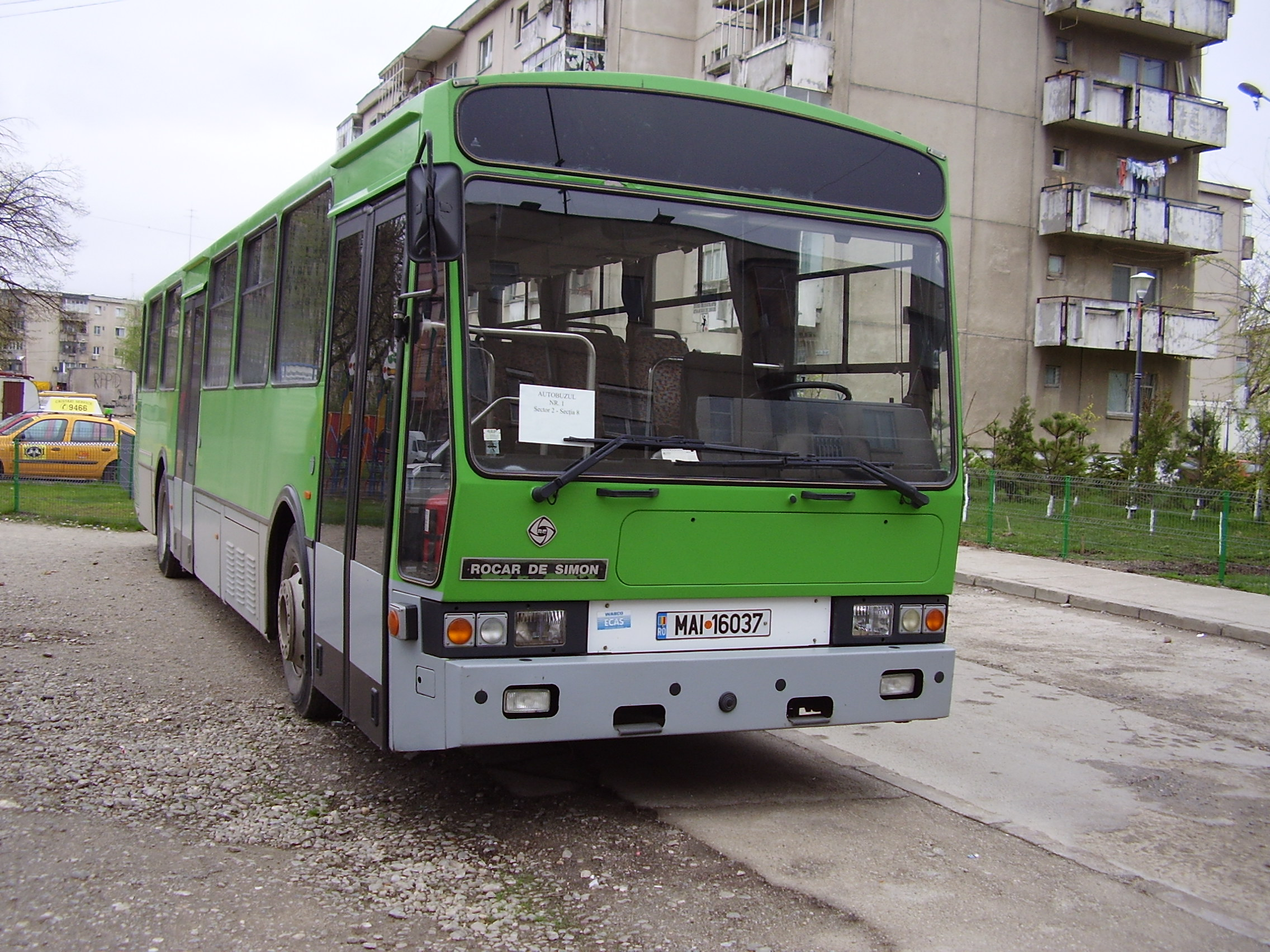
Autocar Rocar I412-260. Acest model este versiunea interurbană a lui Rocar U412-260

TV 1 - A fost unul din primele autobuze produse de către Uzina ROCAR între anii 1956-1960. Era construit pe un șasiu de camion SR101 și echipat cu motorul pe benzină al acestuia. 
TV 2 - A fost un autobuz construit între anii 1958 și 1967. Avea la baza șasiul de camion SR101 și motorul acestuia, însă mai târziu a fost echipat cu un motor mai puternic de SR114. Arhitectura era mai modernă, motorul era plasat în spate. În anii 70, multe modele au fost convertite în diesel cu motor D797-05 datorită crizei petrolului, iar unele modele au fost în anii 80 convertite la GAZMETAN. Avea 10 m lungime 87+1 locuri. S-a fabricat și ca variantă troleibuz, numit TV2E. Suspensie cu arcuri foi și punți rigide.
TV 20 - Este în mare parte identic cu modelul TV2 însă avea 90+1 locuri , confort mărit. S-a fabricat iître 1967 și 1974. În prima fază era echipat cu motor SR114 , însă mai târziu au fost echipate la garajele gazdă cu motoare diesel D797-05 sau modelele supraviețuitoare în anii 80 au fost convertite la GAZ METAN.
ROMAN 111 RD - a fost un autobuz produs la uzina Uzina Autobuzul București în perioada 1978–1994, realizat sub licență și inspirat de modelul german MAN 535 HO.
ROMAN 112 UD - Autobuz de 12 m construit între anii 1974 - 1980 sub licență MAN Metrobus (de). Era disponibil în varianta urbană, interurbană (111 RD/RDT) și troleibuz. Motor D2156HMU, 192 CP, cutie manuală 4 sau 6 trepte, deși câteva au fost echipate cu transmisie automată,numărul acestora fiind redus, datorită costului prea mare.
DAC 112 UD ( ROCAR 112) - în mare parte identic cu ROMAN 112 UD. Construit între 1979 și 2000. A fost disponibil însă și cu motor Turbo, de 240 CP. Cutie de viteze cu 4 sau 6 trepte de viteză. Printre primele modele au existat și versiuni cu transmisie automată, însă nu a fost adoptată datorită costurilor prea mari.
DAC 117 UD ( ROCAR 117) - Varianta articulată a lui DAC 112 UD. A fost disponibilă atât cu motorul aspirat de 192 CP cât și cu motorul Turbo de 240 CP.
ROCAR 312U - Autobuz disponibil atât în varianta urbană cât și în varianta extraurbană. Fabricat între 1993 și 1999. A fost disponibil cu motoare D2156HMU, 192 CP, Turbo 240CP sau cu motor RABA 245 CP. A fost disponibil atât cu transmisie manuală cât și cu transmisie automată.
ROCAR 412U - Denumit și ROCAR DE SIMON. Fabricat între 1994 și 2002 când fabrica ROCAR a dat faliment. A fost disponibil în variante de 220 230 și 260 CP, transmisie automată ( au fost însș și variante cu transmisie manuală), motoare MAN euro 2. Au existat și variante autocar. S-a dorit a fi un înlocuitor al seriei 112 și 212 însa au fost produse în paralel.
ROCAR 512U - Autobuz urban. Numai un vehicul construit.
ROCAR 612U - Construit într-un singur exemplar. Motor Mercedes.
ROCAR 712U (probabil ROCAR SOLARIS URBINO) - Acesta ar fi fost modelul înlocuitor al lui Rocar De Simon. Nu a fost fabricat decât într-un singur exemplar. Incert dacă acest exemplar a fost asamblat de către ROCAR sau a fost adus din Polonia și etichetat ca ROCAR. Urma să fie asamblat de către ROCAR din kituri CKD în versiuni autobuz și troleibuz.
ROCAR 812U (Autodromo) - Autobuz cu podea joasă fabricat în colaborare cu AutoDromo BusOTTO Italia. A fost un model prin care ROCAR a dorit să intre pe piața autobuzelor cu podea joasă. Aceeași motorizare cu Rocar De Simon U260. S-a fabricat doar un singur exemplar autobuz și un singur exemplar troleibuz. Acestea au intrat în posesia RATB. Deși era un vehicul relativ modern, acesta nu a fost prea atractiv, probabil datorită prețului mare și capacității de producție mici a lui ROCAR,  precum și a concurenței vehiculelor Second Hand.
ROCAR 211U -  Produs în 2 exemplare. Acestea au fost exploatate scurt timp de către RATB. Nu se știe ce s-a întâmplat cu ele. Era un autobuz probabil cu podea joasă, dotat cu motor D2156 HMU sau cu motoare de import.

### Troleibuze

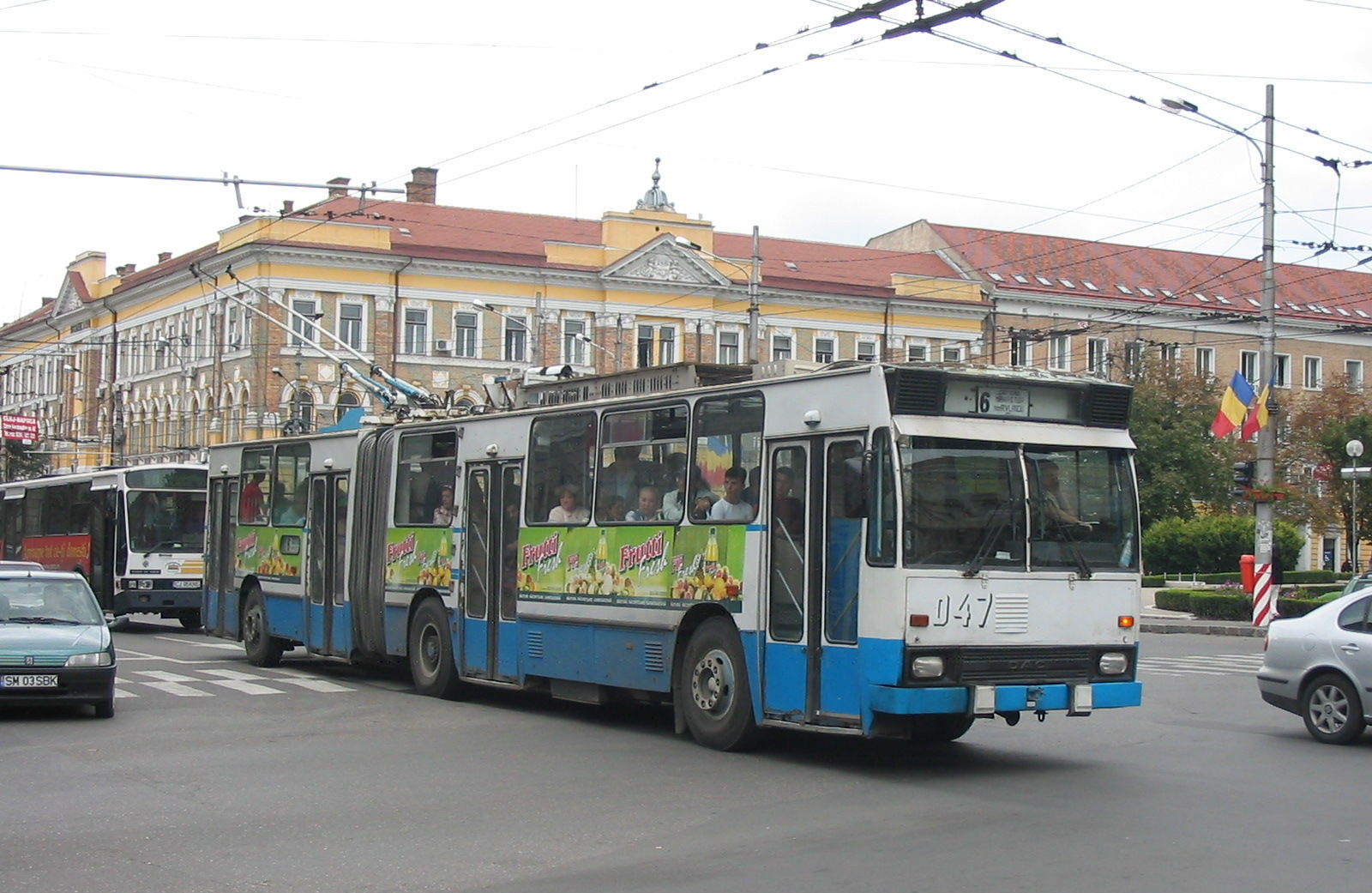
Troleibuz Rocar DAC 217 E în Cluj-Napoca

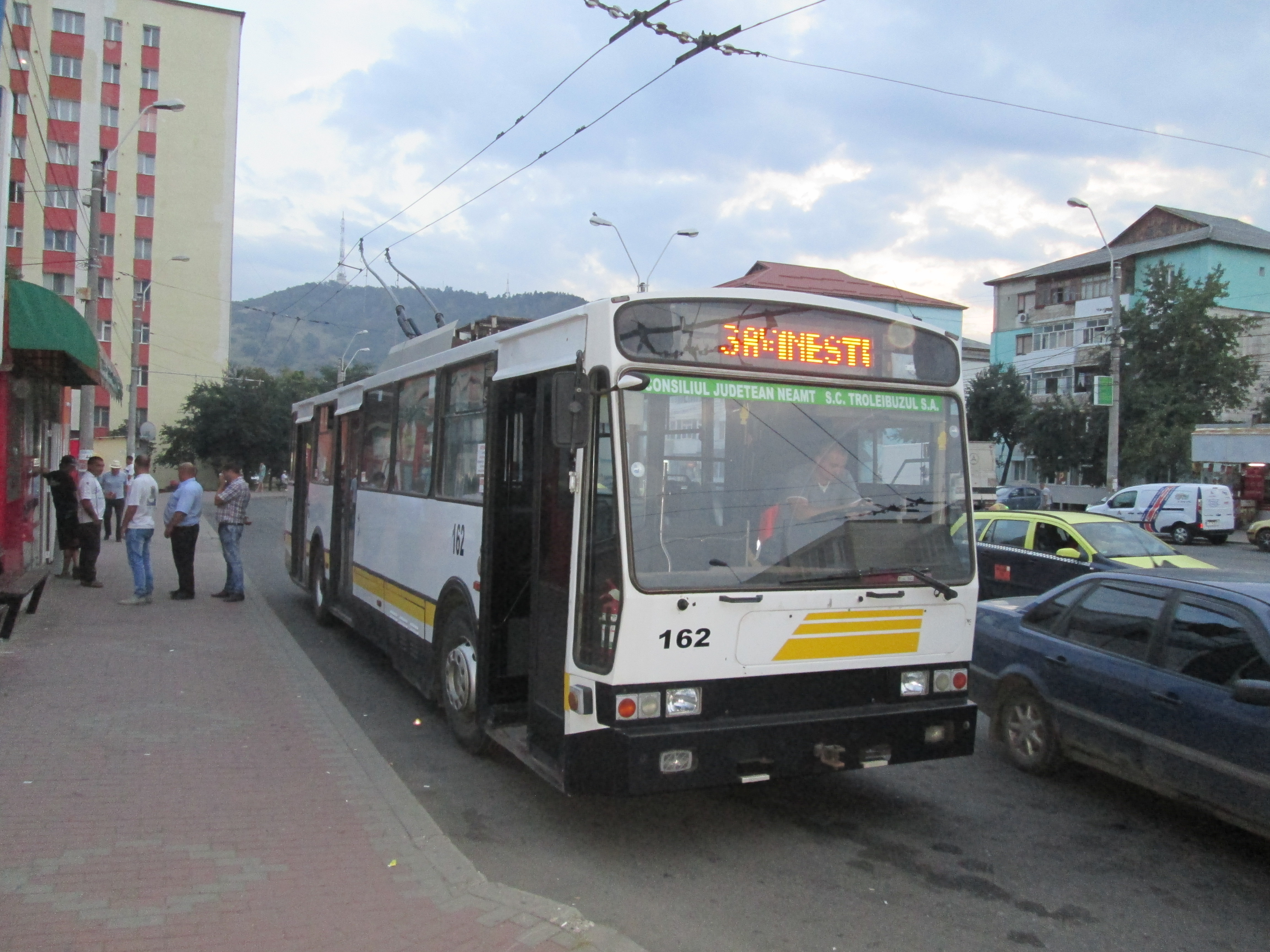
Troleibuz Rocar De Simon 412E-825 în Piatra Neamț. Acest troleibuz a fost cumpărat second-hand de la RATC Constanța

Troleibuz cu podea joasă Rocar Autodromo 812E pe linia 91, în București.

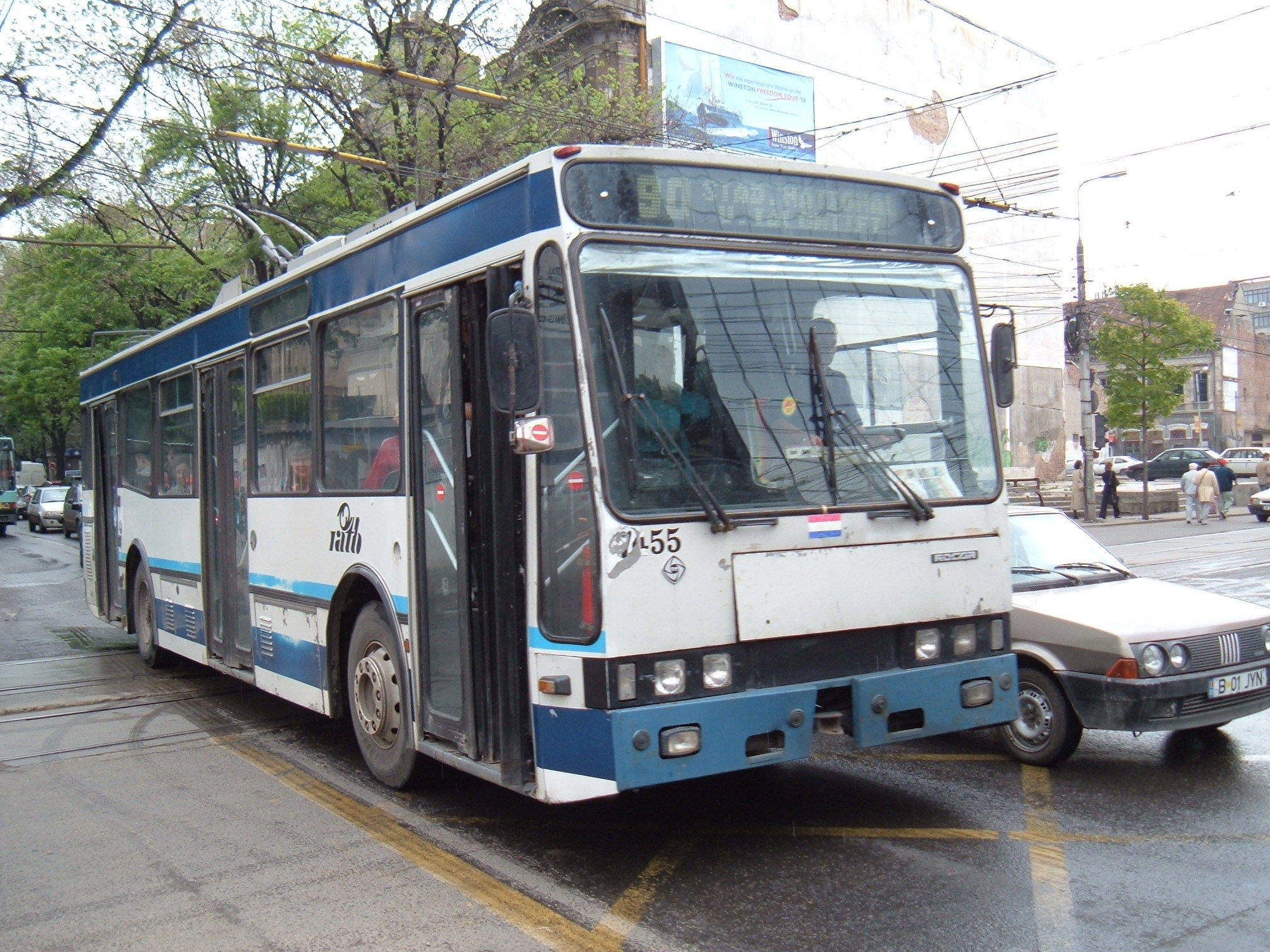
Troleibuz Rocar 512E pe linia 90, în București

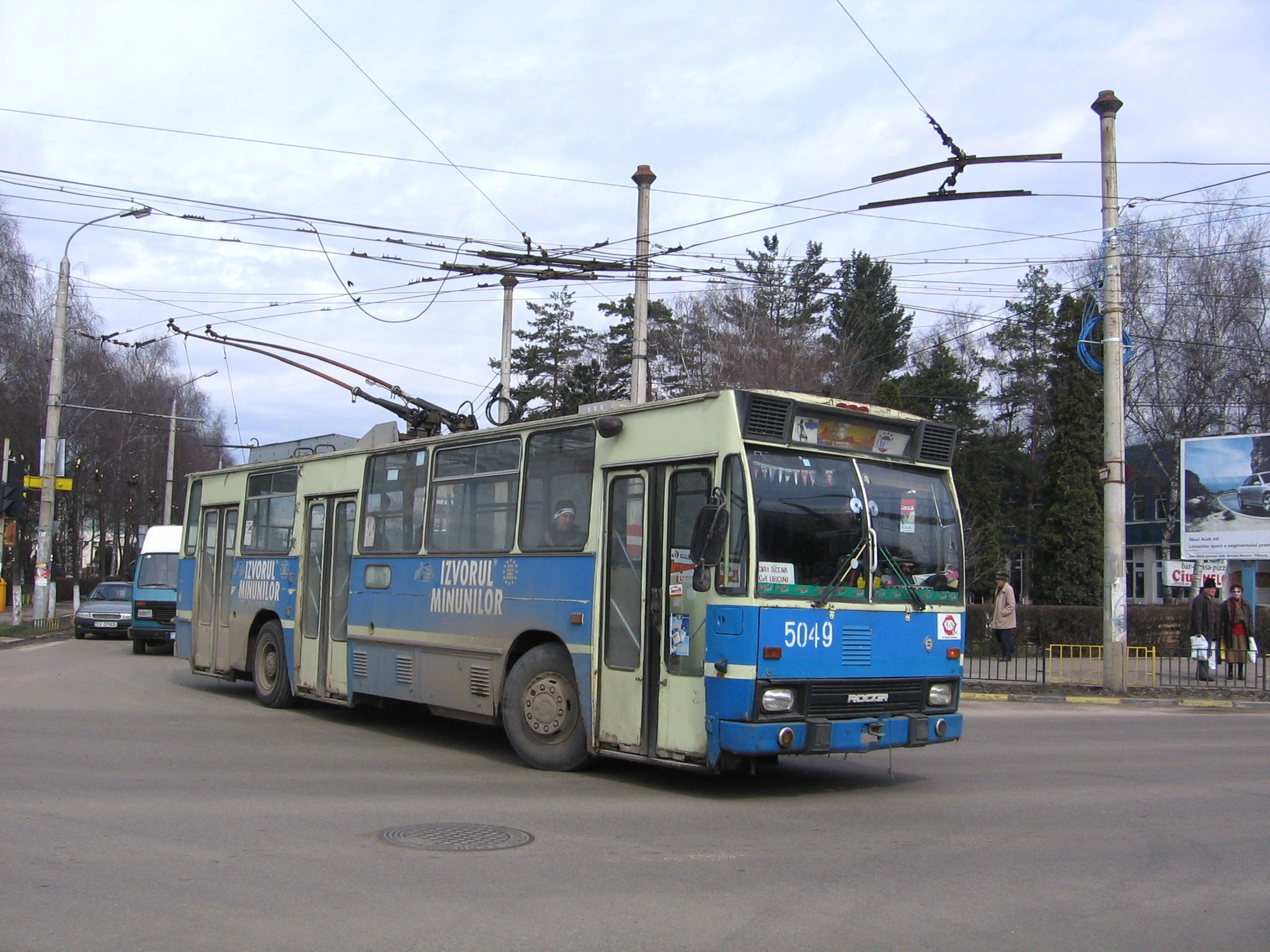
Troleibuz Rocar 212E în Suceava, martie 2006, cu puțin înaintea desființării rețelei de troleibuz de acolo

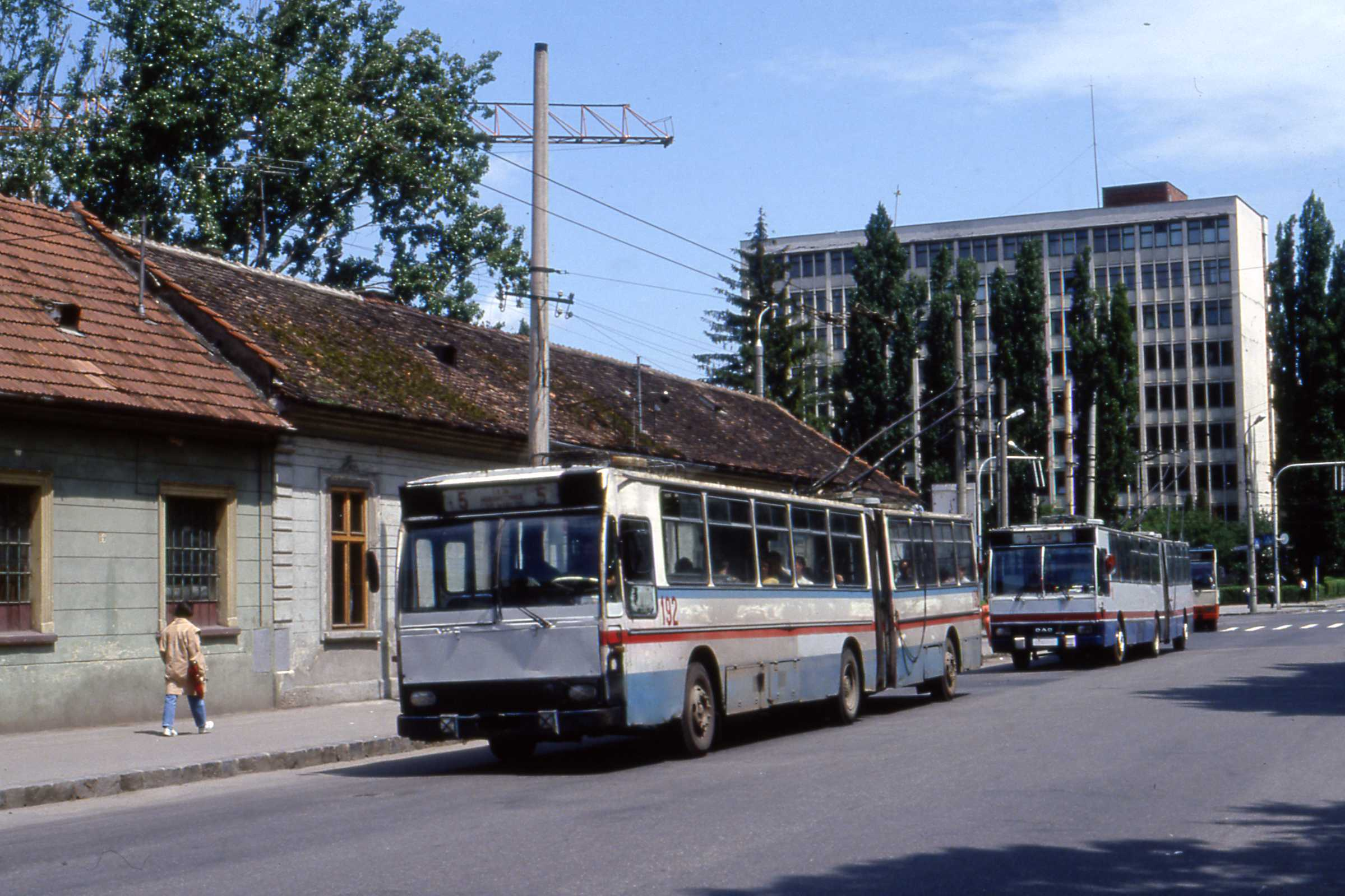
Troleibuze Dac 117EA în Brașov

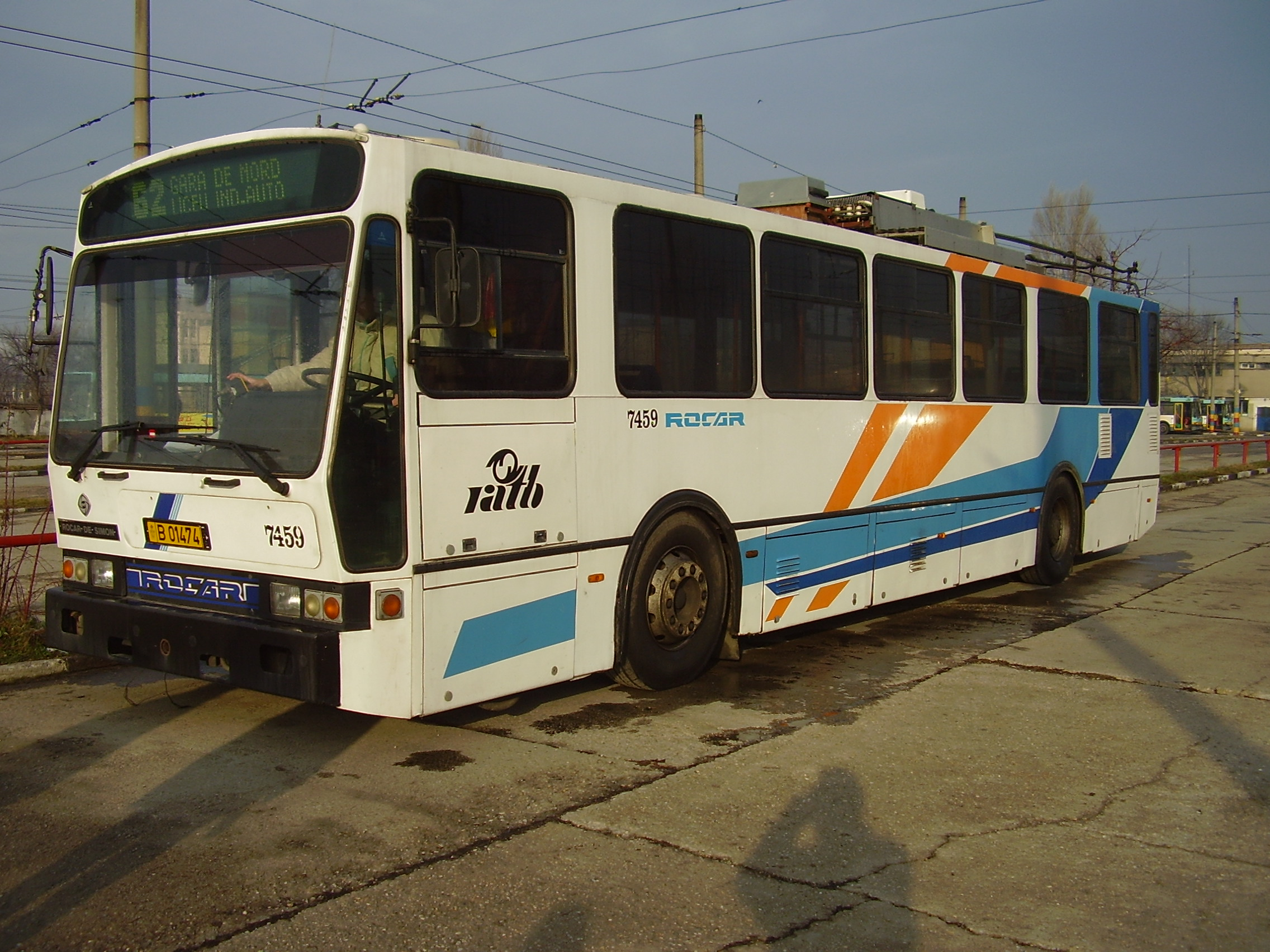
Troleibuz Rocar 412EA în depoul Bujoreni, București. Acest model este singurul troleibuz Rocar De Simon cu motor cu acționare în CA

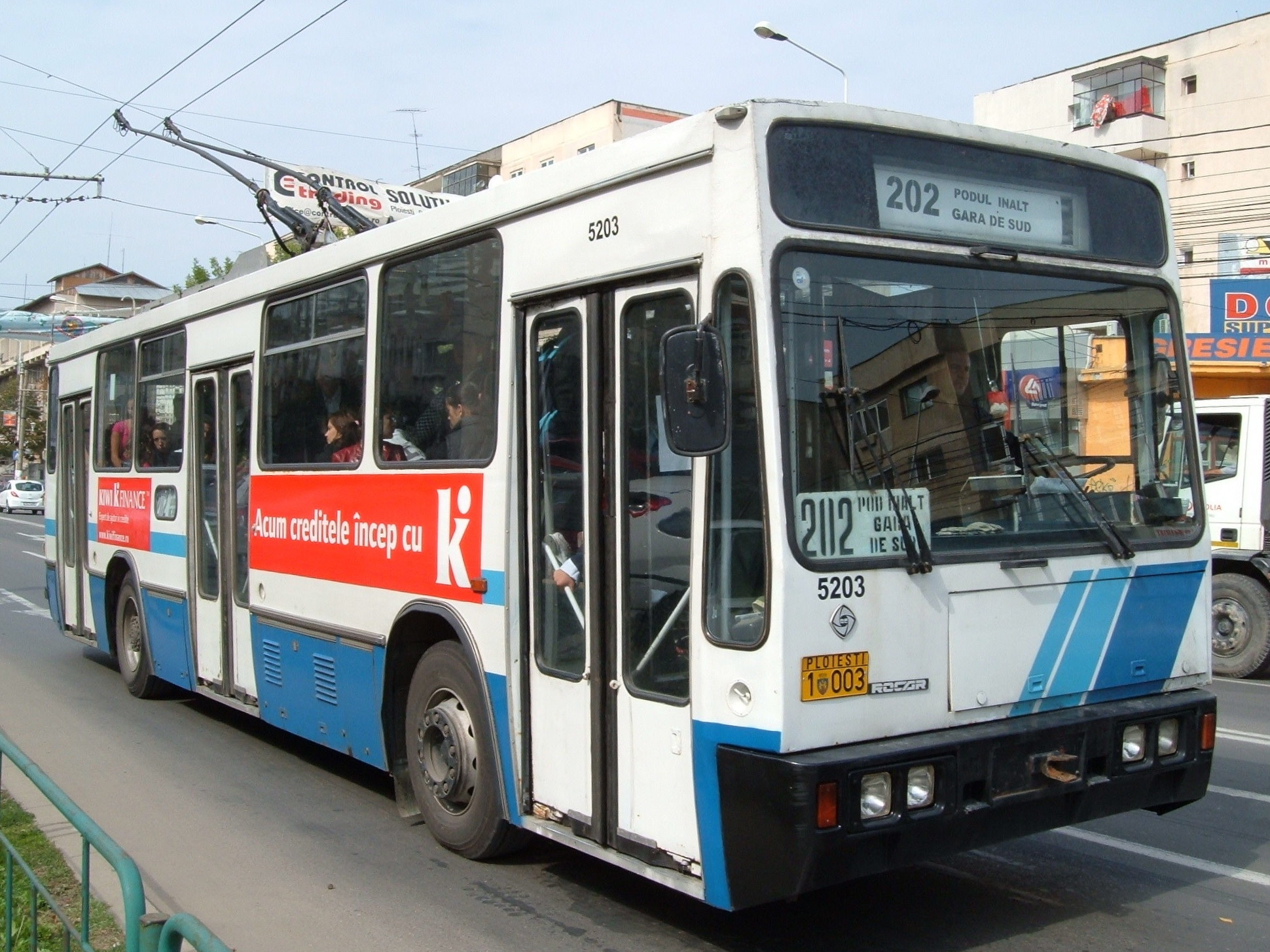
Troleibuz Rocar 312E în Ploiești

Troleibuzele ROCAR ( Autobuzul) sunt fabricate pe același șasiu ca al autobuzelor.
TV 2 E - Varianta troleibuz a lui TV 2. 87+1 Locuri , lungime 10 m. Motor 75 Kw, viteza maximă 45–50 km/h. Fabricat între 1958 și 1967. Utilizat în: București, Constanța, Timișoara, Cluj, Brașov. A fost fabricat și în varianta articulată numită TV 2 EA. S-au fabricat 15 exemplare de către URAC - ITB și exploatate scurt timp. Nu a intrat în producție de serie probabil datorită capacității mici de producție și a unor deficiențe.
TV 20 E - Varianta troleibuz a lui TV 20. 90+1 locuri, 10 m. Motoare de 75 sau 85 KW, viteza maximă 50–55 km/h. Fabricat între 1967 și 1974.
DAC 112 E ROMÂNIA - Troleibuz modern, cu suspensie pneumatică, 100 locuri, 12m. Fabricat pe platforma MAN. Fabricat între 1975 și 1982. Numit uneori și ROMAN 112E. Motor de 125 KW tip TN76. Viteza maximă 60 km/h. A fost disponibilă și o variantă economică a acestui motor , de 110 KW. Caroserie asemănătoare cu a lui ROMAN 112 UD.
DAC 112 E - Troleibuz simplu , 12 m, suspensie pneumatică, aceeași platformă tehnică cu DAC 112E ROMANIA, însă cu design nou. Caracteristicile sunt în mare parte asemănătoare, însă la acest vehicul, de multe ori era prezentă cutia de contactori, care limita numărul de locuri, capacitatea de transport. Profil Scund.
DAC 117 E/EA - Troleibuz articulat ,17 m, suspensie pneumatică. Motor de 125 KW tip TN76 sau 150 KW tip TN81. Poate fi ușor identificat prin cutia de contactori din spatele postului de conducere. Viteza maximă 60 km/h. Profil scund. Unele modele au fost echipate și cu chopper.
DAC (ROCAR) 212 E - Varianta înaltă a lui 112 E, lansată la sfârșitul anilor 80 . Se remarcă prin absența cutiei de contactori din spatele postului de conducere, profil înalt. A fost disponibil cu motoarele TN 76 de 125 KW sau TN81 de 150 KW. Optional Chopper și bloc logic de comandă.
DAC (ROCAR) 217 E - Varianta înaltă a lui 117 E , lansată la sfârșitul anilor 80. Se remarcă prin absența cutiei de contactori din spatele postului de conducere, profil înalt. A fost disponibil cu motorul TN81 de 150 KW, dar au fost montate și motoare de 180 kw, din import. Optional, chopper și bloc logic de comandă.
ROCAR 312 E - Varianta troleibuz a lui ROCAR 312 U. Disponibil cu motor de TN76 125 KW sau opțional TN81 150 KW. Echipate cu chopper și bloc logic de comandă. Viteza maximă 60 km/h. Utilizat în : Iași , Timișoara, București, Ploiești, Cluj.
ROCAR 412 E - Varianta Troleibuz a lui ROCAR DE SIMON. Au fost produse numai 19 exemplare, dintre care unul cu tracțiune în curent alternativ. Exploatate de către : RATB ( 2 vehicule , unul cu tracțiune CA), CLUJ ( 2 vehicule), Constanța ( 15 vehicule, fără chopper, adaptate pentru 825 V). 5 vehicule de la Constanța au fost trimise la Piatra Neamț. Motor TN 76 -125 KW, TN81/96 - 150 KW, sau de curent alternativ 155 KW.
ROCAR 512 E - Troleibuz de 12 m bazat pe șasiul 512U. Numai 9 vehicule construite, toate au fost exploatate de către RATB între 1996 si 2009. Motor TN76 125 KW , Chopper, viteza maximă 60 km/h.
ROCAR 812 E - Troleibuz de 12 m cu podea joasă bazat pe caroseria Autodromo BusOTTO. Echipament de tracțiune în curent alternativ . Motor de 155 KW, echipament de tracțiune KIEPE ELECTRIC. Viteza maximă 58 km/h. Fabricat într-un singur exemplar, probabil datorită costurilor mari, atractivitate redusă, preț mare. Singurul exemplar fabricat se află în posesia RATB și este utilizat pe traseele depoului Bujoreni.
DAC 122 E sau 123 E - Troleibuz de 22 sau 23 m , derivat din DAC 117 E. A existat un singur exemplar, #7091 în cadrul ITB/RATB. Acesta a fost construit de către URAC și uzinele Autobuzul , la mijlocul anilor 80. Deși se zvonește că ar mai fi existat 2 exemplare, numai unul singur și anume #7091 a intrat în exploatare regulată, celelalte 2 fiind reconvertite în DAC 117 E. Acesta a fost utilizat de către RATB până la mijlocul anului 2000. Avantajul acestui vehicul era capacitatea mare de transport, de aproape 200 pasageri, însă avea multiple dezavantaje, cum ar fi submotorizarea ( era echipat cu motorul TN76 de 125 KW al  DAC 112/117), greutate prea mare, viteză redusă, manevrabilitate dificilă, probleme la urcarea pantelor în special încărcat.
DAC ( ROCAR) 318 ET - Troleibuz de 18 m, echipat cu două punți motoare și două motoare TN 76 de 125 KW. Capacitate de transport până la 200 pasageri. Nu s-a fabricat decât un singur prototip.
DAC (ROCAR) 317 E - Nu este varianta articulată a vehiculului 312 E  ci este foarte asemănător cu 117 și 217 E, este cu profil înalt. Este echipat cu motorul TN96 de 150 KW, este echipat cu chopper, bloc logic de comandă și echipament de economisire a energiei electrice cu până la 30%. Multe au fost trimise la export , însă au fost utilizate și în România ( RATB #7440) și la Timișoara, încă 5 vehicule.

### Vehicule pentru transport marfă
- TV 4

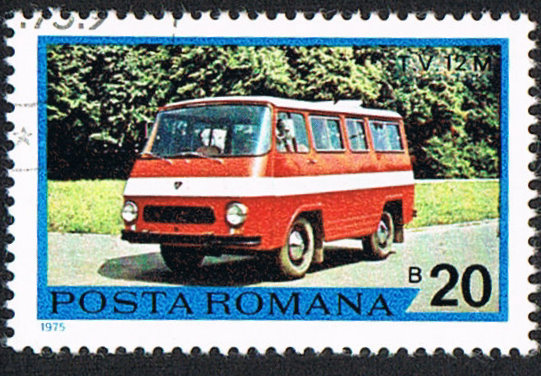
TV 12M pe timbru de 20 de bani din 1975.

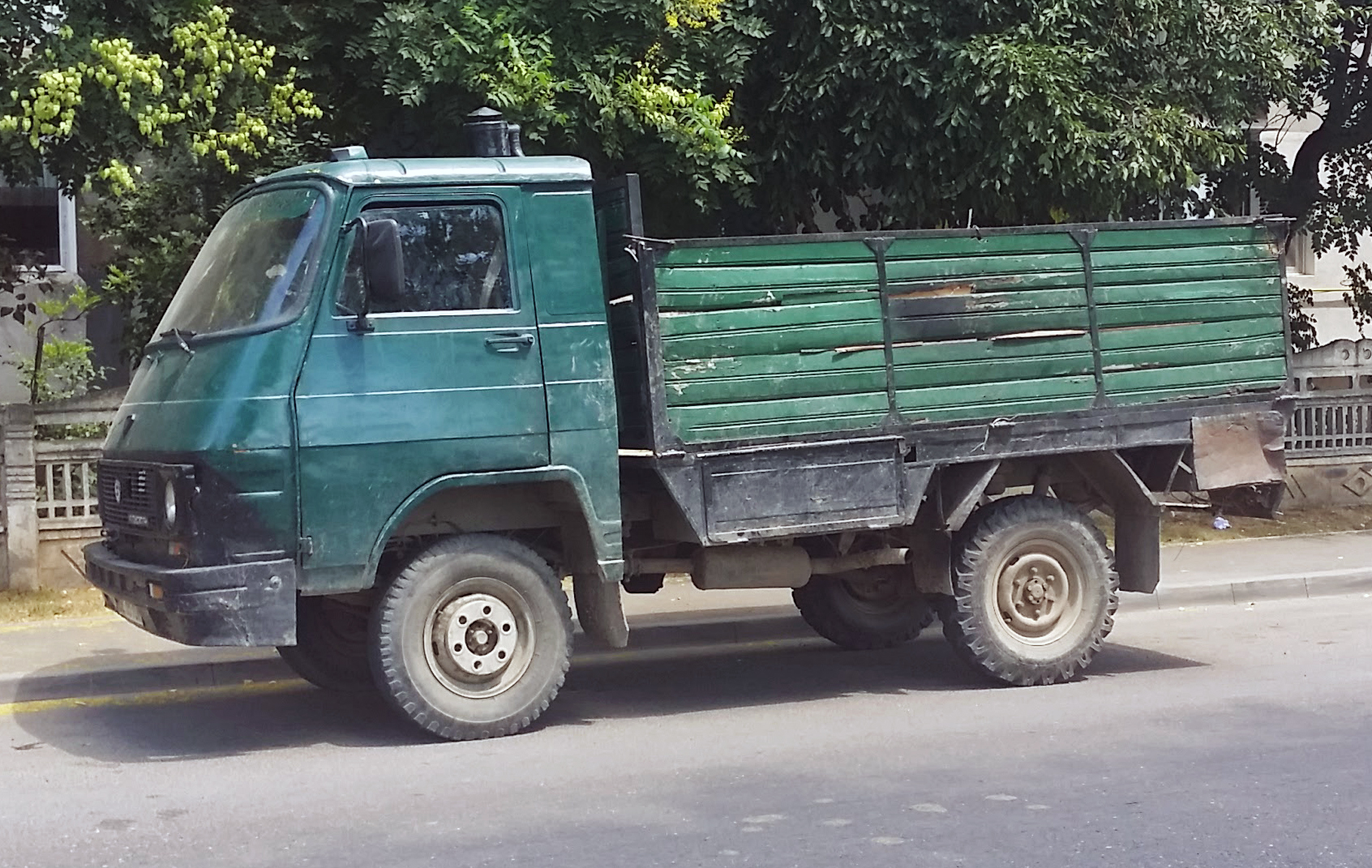
Camionetă ROCAR 40 C

- TV 41/41C - Autovehicul de marfă disponibil în variante autofurgon, microbus, camion ușor, și autosanitară. A fost construit pe șașiul autovehiculului IMS derivate la rândul lui din GAZ 69. Era echipat cu motorul IMS M207, de 70 CP, benzină. Aceste vehicule au fost fabricate între anii 1968 și 1973, și au fost și exportate, în Ungaria, Germania Democrată, Cehoslovacia, Polonia. Sarcina utilă cca 1000 kg, iar greutatea remorcabilă era 750 kg. În anii 70, datorită crizei petrolului, multe din aceste vehicule au fost echipate la garajele gazdă cu motoare Diesel, fie motoare în 3 cilindrii și 45 CP, de la tractor U445, fie cu motor D127.
- TV 51/51C - Varianta cu tracțiune 4x4 și gardă la sol mărită a lui TV 41.
- TV 12 - Autovehicul de Marfă disponibil în variantele autofurgon, microbuz, camion și autosanitară. S-a fabricat începând cu anul 1973. Deși se asemăna ca linie de design cu TV 41 și 51, seria TV 12 era modernă la vremea ei prin faptul că utiliza caroseria autoportantă. Sarcina utilă 1200 kg. Inițial disponibil doar cu motor ARO L25, ulterior au fost fabricate numai cu motoare diesel. Cutie de viteze în 4 trepte, viteza maximă 100 km/h la toate variantele. Autosanitarele erau echipate uneori cu motor L25 benzină, și cutie de viteze modificată, astfel, viteza maximă fiind mai mare, de asemeni, suspensia era modificată. Au fost exportate frecvent în Germania Democrată și Cehoslovacia, unde au fost apreciate în special motoarele Diesel, fiind mult timp singura utilitară Diesel din Europa de Est, chiar și în Europa de Vest, fiind puține utilitare diesel la acel moment. Autofurgoanele Barkas (Germania Democrata), FSO-ZUK (Polonia), SKODA (Cehoslovacia) și cele sovietice (ZIS, GAZ, UAZ) erau echipate doar cu motoare pe benzină, echiparea lor cu motoare Diesel făcându-se după anul 1990. A fost exportat în câteva exemplare și în Europa de Vest, însă nu s-a bucurat de un succes prea mare cum a fost cazul lui ARO 24*.
- TV 15 - Asemănător în mare parte cu TV 12, însă cu sarcina utilă majorată la 1400 respectiv 1500 Kg. Fabricat începând cu anii 80 până la sfârșitul anilor 90. Aceste vehicule erau disponibile cu motoare D27, D127 dar și cu motoare Andoria sau Renault. Cutia de viteze în 5 trepte era opțională, la fel și direcția asistată. Opțional instalație electrică 24 V.
- TV 35 - Vehicul de marfă disponibil în versiuni Microbuz, Autofurgon, camion, Minibus de 22 locuri (utilizate în transportul în comun pe trasee cu cerere mai scăzută, sau de către întreprinderi pentru transportul angajaților). Sarcina utilă de până la 1800 kg. Era ușor de recunoscut după ampatamentul mare, garda la sol mai mică, roți jumelate la puntea spate, iar unele modele , mai ales după 1990 au fost echipate și cu frâne disc pe puntea față. Era disponibil cu instalație electrică de 12 V sau 24 V. Motor D127 modificat , cu puterea crescută la 85 CP, iar după 1990 110 CP. Cutie de viteze în 4+1 sau 5+1 trepte.
- TV 320 - Autovehicule de marfă și transport persoanae bazate pe șasiul marit și modificat al ARO 24. Denumite și ARO seria 32. Deoarece erau în mare parte identice cu ARO 24, modificările acestora erau aceleași cu ale ARO 24. După dispariția ROCAR, aceste serii au fost fabricate la ARO. Au fost însă fabricate în număr redus, preponderent comenzi speciale. Unele au fost și exportate.

## Litigiul cu familia Brătianu
Familia istorică a Brătienilor a renunțat la drepturile sale.
Aceasta revendica terenul pe care este uzina Rocar.
În anul 2004, activele fabricii s-au vândut, pentru 6,4 milioane euro, unei firme necunoscute, Prelude 2000.
Cumpărătorul a plătit achiziția abia după ce a fost somat de AVAS.
Apoi a dat și Brătienilor, moștenitorii de drept ai terenului, o despăgubire de 140.000 euro.
Experții imobiliari considerau în 2005 că terenul Rocar valorează 24 milioane euro.

## Vezi și
- Autobuzele din București
- AFC Rocar București
- Stadionul MEdC Rocar
- Rocar DAC
- Rocar De Simon
- Troleibuzele din București